# Bella Donna (cómic)
Bella Donna Boudreaux es el nombre de un personaje ficticio que aparece en los cómics estadounidenses publicados por Marvel Comics. El personaje se asocia comúnmente con el X-Man Gambito. Apareció por primera vez en X-Men vol. 2 # 8, y fue creado por Jim Lee y Scott Lobdell.

## Historial de publicaciones
Belladonna juega un papel importante en la primera miniserie de Rogue.

## Biografía ficticia
El joven ladrón callejero Remy LeBeau conoció a Bella Donna Boudreaux cuando eran solo niños, y la pareja pronto se hicieron amigos. Sin que ambos lo supieran, provenían de Gremios Rivales (los de Ladrones y Asesinos, respectivamente). A medida que crecieron y la rivalidad entre los gremios aumentó, sus padres organizaron un matrimonio entre los dos con la esperanza de que uniría a los gremios. Inmediatamente después de la boda, el hermano de Bella Donna, Julien, arremetió con celos y desafió a Remy en una pelea a muerte. Remy ganó, mató a Julien y, como castigo, fue exiliado de Nueva Orleans. Al elegir tomar sus propias decisiones en la vida a partir de ese momento, abandonó a Bella Donna.
Unos años más tarde, Bella Donna buscó a Gambito para ayudar a defenderse de los Brood, que estaban atacando a los Gremios. Habiendo persuadido a Gambito y los X-Men para que regresaran a Nueva Orleans, lucharon contra el nuevo enemigo con la ayuda de Dan Ketch, el segundo Ghost Rider. Usando sus nuevos poderes psíquicos, Bella Donna siguió a Psylocke al plano astral y gastó su energía, antes de colapsar en los brazos de Gambito. Creyéndola muerta, le dijo al Gremio de Ladrones que la cuidaran, y se fue en busca de venganza contra los Brood.
Da la casualidad de que Bella Donna no estaba realmente muerta, sino simplemente en coma. Gambito arriesgó su vida para traerle el Elixir de la Vida de Candra. Mientras tanto, aunque estaba catatónica, accidentalmente tocó a Rogue y perdió sus recuerdos. Se despertó sin ningún recuerdo de quién era ella, o quién era Remy, y su padre se la llevó.
La memoria de Bella Donna regresó lentamente y sintió como si su alma hubiera sido violada. Enfurecida y manipulada por Candra, ella hizo que secuestraran al viejo y comatoso novio de Rogue, Cody. Esto llevó a Rogue a intentar rescatar a Cody en Luisiana. Finalmente, Cody pierde la vida en la pelea entre Rogue y Candra.
Gambito regresó nuevamente a Nueva Orleans, ignorante de los múltiples golpes que se le presentaron mientras tanto. La propia Bella Donna había aceptado uno de los contratos, aunque no tenía intención de matarlo. En cambio, lo arregló para poder reunirse con él y resolver las emociones conflictivas que tenía por él. Después de ser elegido Virrey de los Gremios Unificados de Nueva Orleans, le pasó el poder y regresó a los X-Men. Ella ahora gobierna en su ausencia, todavía enamorada de él.
Ella entró brevemente en una relación con Bandit, un exmiembro de los Nuevos Guerreros, que recuerda inquietantemente a Gambito, pero Gambito posteriormente reveló que la estaba manipulando.
Aún no se ha revelado si Bella Donna ha retenido sus poderes mutantes después de los eventos del M-Day.
Bella Donna reapareció, todavía liderando el Gremio de Asesinos. Ella envía a un grupo de asesinos supervillanos tras Domino.
Mucho más tarde, choca con Kaine, quien asume la identidad de Araña Escarlata.
Después de enterarse de la boda de Remy y Anna-Marie, Bella le hizo a su ex prometido una visita rápida a la humilde morada de los recién casados justo cuando el Gremio de Ladrones choca contra ella. El viejo amor de Gambito vino a advertirle que ninguno en los gremios está muy contento con quien se casó y ahora sus subordinados están apuntando tanto a su corona como a su cabeza. Ella optaría por mantener a los tiburones en su guarida lejos de su espalda todo el tiempo que pudiera, pero no podía ofrecer garantías debido a la historia de sus sectas rivales antes de despedirse.
La Sra. Bordeaux volvería a aparecer al servicio de Candra una vez más cuando propuso unir a los Gremios de Ladrones y Asesinos a raíz de la devastación de Nate Grey de los X-Men y la población mutante. Pero se encontró a sí misma en el extremo receptor de la traición de su patrón renacido una vez más cuando el Externo ofreció una opción entre ella y Rogue como sacrificio a cambio de poder o exilio. Sin embargo, Gambit no elegiría ninguno de los dos y en su lugar optó por liberar a su nueva esposa mientras trabajaba en un nuevo trato entre su clan y sus enemigos mortales mientras colocaba a su padre adoptivo; Jean-Luc LeBeau como regente que lo supervisa y le informa mientras devuelve el liderazgo de los asesinos a Bella Donna. Quien escolta al intrigante patrón de los miembros de su clan mientras bromea sobre enviar al ahora manipulador infantil a la escuela si no se porta bien.

## En otros medios
- Bella Donna aparece en la serie animada de X-Men,[10]con la voz de Susan Roman,[11]y tiene un cameo sin hablar en X-Men '97.
- Bella Donna estaba programada para aparecer en la película de 20th Century Fox, Gambito, como el interés amoroso del protagonista homónimo.[12]Si bien los informes iniciales sugirieron que Lizzy Caplan iba a interpretar al personaje, se reveló en mayo de 2022 que Léa Seydoux iba a ser elegida para el papel. La película finalmente se canceló junto con otras producciones de Fox-Marvel luego de la  adquisición de 21st Century Fox por parte de Disney.[13][14]